# مرشحة بوريليا تكسانية
مرشحة بوريليا تكسانية (الاسم العلمي:Candidatus Borrelia texasensis) هي نوع من البكتيريا تتبع جنس البوريليا من الفصيلة البوريلية.